# Mesquakie (langue)
Pour la tribu, voir Mesquakies.
Pour les articles homonymes, voir Sauk.
Le mesquakie est une langue algonquienne centrale parlée en Oklahoma, en Iowa, au Kansas et au Nebraska, par les Sauks et les Mesquakies.
Les locuteurs, au nombre de 200 pour une population ethnique de 1 200, sont des adultes âgés. La langue est menacée.

## Classification du mesquakie
Le mesquakie, jusqu'au XIXe siècle était parlé dans le Wisconsin actuel. Il est considéré comme faisant partie d'une chaîne dialectale avec une autre langue parlée, à l'origine, dans la même partie des États-Unis, le kickapou.

## Phonologie
L'inventaire des phonèmes est proche de celui du kickapou mais pas identique : le mesquakie ne possède pas de [θ], mais a [ʃ].

### Consonnes
|              | Bilabiale | Dentale | Alvéolaire | Palatale | Vélaire | Glottale |
| ------------ | --------- | ------- | ---------- | -------- | ------- | -------- |
| Occlusive    | p [p]     | t [t]   |            |          | k [k]   | ʔ [ʔ]    |
| Fricative    |           |         | s [s]      | š [ʃ]    |         | h [h]    |
| Affriquée    |           |         |            | c [t͡ʃ]   |         |          |
| Nasale       | m [m]     | n [n]   |            |          |         |          |
| Semi-voyelle | w [w]     |         |            | y [j]    |         |          |

### Voyelles
|         | Antérieure    | Centrale      | Postérieure   |
| ------- | ------------- | ------------- | ------------- |
| Fermée  | i [i] ii [iː] |               |               |
| Moyenne | e [ɛ] ee [ɛː] |               | o [o] oo [oː] |
| Ouverte |               | a [a] aa [aː] |               |